# Agrupació Guerrillera de Llevant i Aragó

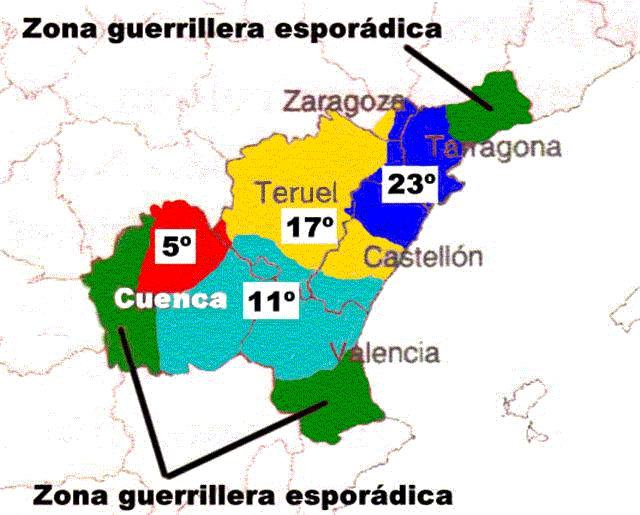
Sectors de l'AGLA

L'Agrupació Guerrillera de Llevant i Aragó (AGLA) (en castellà: Agrupación Guerrillera de Levante y Aragón, AGLA) va ser l'agrupació guerrillera més important que va tenir el Partit Comunista d'Espanya dins l'estat espanyol durant la dècada de 1940.
L'Agrupació Guerrillera de Llevant (AGL) en un principi estava estructurada en tres sectors, que més endavant passarien a ser quatre a causa de la intensa activitat. Cada sector estava format per brigades, batallons i companyies i existia una vertadera jerarquia militar. El primer comandant de l'AGL, designat pel PCE fou Vicente Galarza Santana (Andrés), que seria afusellat al juliol de 1947.
- El 5è Sector comprenia Conca, part de València i de Guadalajara, comandat per Manuel Torres (Rodolfo)
- L'11è Sector comprenia la resta de València i Terol, comandat per Florián García Velasco (Grande)
- El 17è Sector comprenia el Baix Aragó, Castelló i les comarques del sud de Tarragona, comandat per Francisco Corredor, Pepito el Gafas.
- El 23è Sector, que actuava a Saragossa, Tarragona, Castelló i Terol, va sorgir de la divisió del 17è sector, i fou comandat per Jesús Caellas Aymerich, (Carlos o Catalán) fins que s'exilià a França a finals de 1948.

L'encarregat pel govern franquista d'eliminar l'amenaça maquis en aquesta zona fou el governador militar de Terol, Albacete, Conca i València, Manuel Pizarro Cenjor, nomenat el 28 de juliol de 1947.
L'AGLA disposava d'un campament de capacitació guerrillera a la Muela Mediana, en la Serra d'Albarrasí (Monts Universals), a prop de Tormón i Jabaloyas (Terol) i dirigit per Francisco Corredor (Pepito el gafas), on es feia instrucció política i cultural, a més d'ús d'armament i explosius, i s'editava El Guerrillero, fou assaltat el desembre de 1947 por centenars de guàrdies civils, però els guerrillers fugen amb només una baixa.
Entre 1940 i 1941 va establir el campament de morro del gorrino a Salvacañete, un dels més actius. L'estiu de 1946 moren dos guerrillers en un tiroteig i uns dies després aquests maten a un suposat confident de la Guàrdia Civil. El 16 de febrer de 1947 els maquis assalten el recinte Tormeda, i el 6 de gener de 1948 finalment el campament és assaltat per la guàrdia civil, morint el cap del sector, Valencia i sent capturats la resta de maquis.
El 4 de maig de 1948 la guàrdia civil descobreix el campament general del 23è Sector a la part més muntanyosa del terme de la Sénia, i és assaltat el 24 de maig però el troben desocupat, requisant documentació.

## Guerrillers de l'AGLA
- Nicolás Martínez[5]
- Amadora Martínez García, Rosita[5]
- Esperanza Martínez García, Sole[5]
- Angelina Martínez García, Blanca[5]
- Amancia Martínez García[5]
- Prudencia Martínez García[5]
- Juan Ramon Delicado González
- Josep Borràs Climent, Cinctorrà